# Hofmannophila pseudospretella
Genre
Espèce
Hofmannophila pseudospretella, la Teigne des semences, est une espèce de lépidoptères (papillons) de la famille des Oecophoridae. En anglais, elle est appelée brown house moth, la mite brune des maisons.

## Description
L'espèce mesure environ 1 cm de long, pour une envergure de 18 à 23 mm. Les ailes membraneuses sont de couleur brune avec quelques nervures transversales, deux taches noires au tiers antérieur de l'aile, et une au deuxième tiers, et recouvertes de larges écailles. La chenille est blanche avec une tête rousse, elle atteint 12 à 15 mm à son plus grand développement.

## Distribution
Cette espèce est cosmopolite,: toute l'Europe (très abondante en Grande-Bretagne), Inde, Ceylan, Australie, Nouvelle-Zélande, Amérique du Nord et du Sud, zone Afro-tropicale. Elle serait apparue en Europe vers 1840, en provenance d'Asie. Elle est liée aux activités humaines (espèce synanthrope).

## Alimentation
La chenille se nourrit de débris divers, de matières végétales séchées, telles que plantes séchées et graines, mais aussi de matières d'origine animale, telles que cuir, peaux, plumes, animaux naturalisés, laine (textiles, tapis, dont elle est l'un des plus importants ravageurs), mais aussi les collections d'insectes, car elle a la capacité de digérer la kératine, une capacité partagée uniquement par quelques centaines d'insectes. Elle s'en prend également aux vieux livres et aux reliures, d'où l'un de ses noms vernaculaire, la "teigne des livres". Dans la nature, on peut la trouver dans des nids d'oiseaux.

## Biologie
On peut la rencontrer toute l'année, mais surtout de juin à octobre. Elle vit volontiers dans les coins sombres (derrière des parois, dans des caves), des entrepôts, les greniers, les hangars, etc., mais elle peut également vivre à l'extérieur. Il y a une génération par an. L'espèce passe l'hiver à l'état larvaire,.

## Taxonomie
Cette espèce a été décrite initialement par Henry Tibbats Stainton en 1849, sous le nom de Oecophora pseudospretella, parce qu'elle ressemblait à l'espèce qu'il connaissait sous le nom de Tinea spretella, aujourd'hui Niditinea fuscella. Après plusieurs changements de genre, elle est finalement placée par l'entomologiste allemand Arnold Spuler dans le genre Hofmannophila, créé pour elle, en hommage au lépidoptériste allemand Ottmar Hofmann (1835-1900),. Ce genre est donc monotypique.
Synonymes: 
- Litoides punctipinguinella BRUAND, 1856
- Gelechia improbella WALKER, 1869

## Galerie

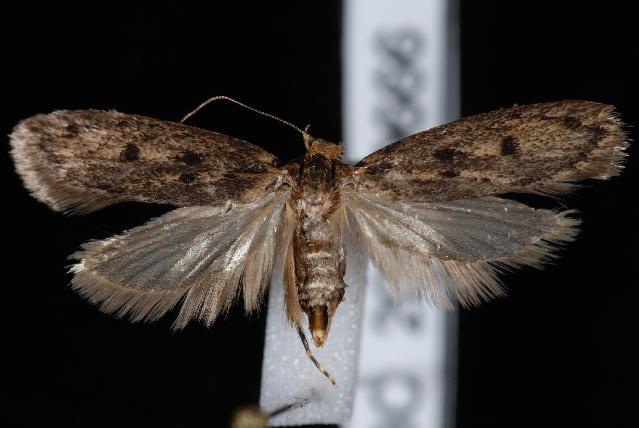
Insecte monté
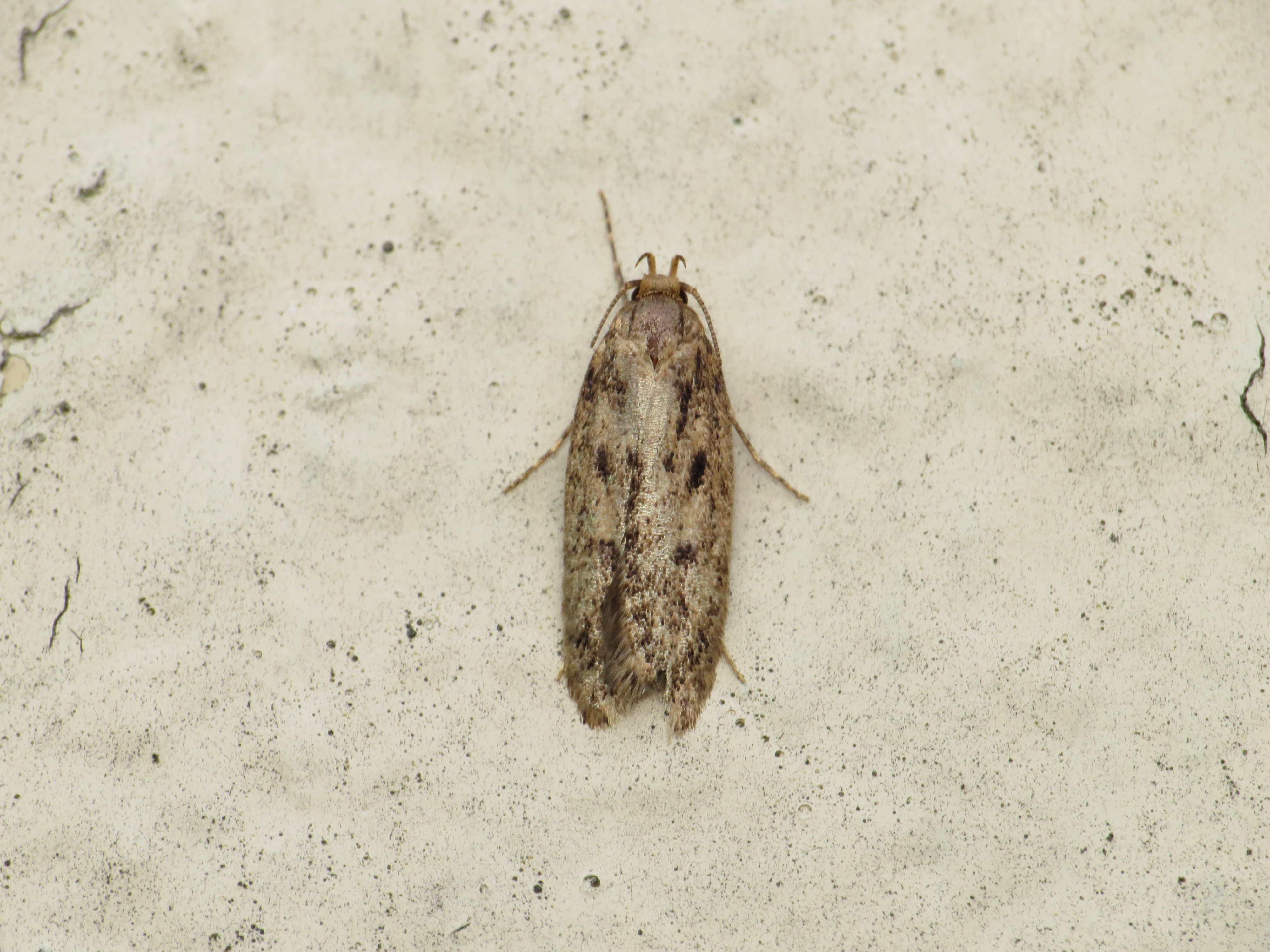
Imago
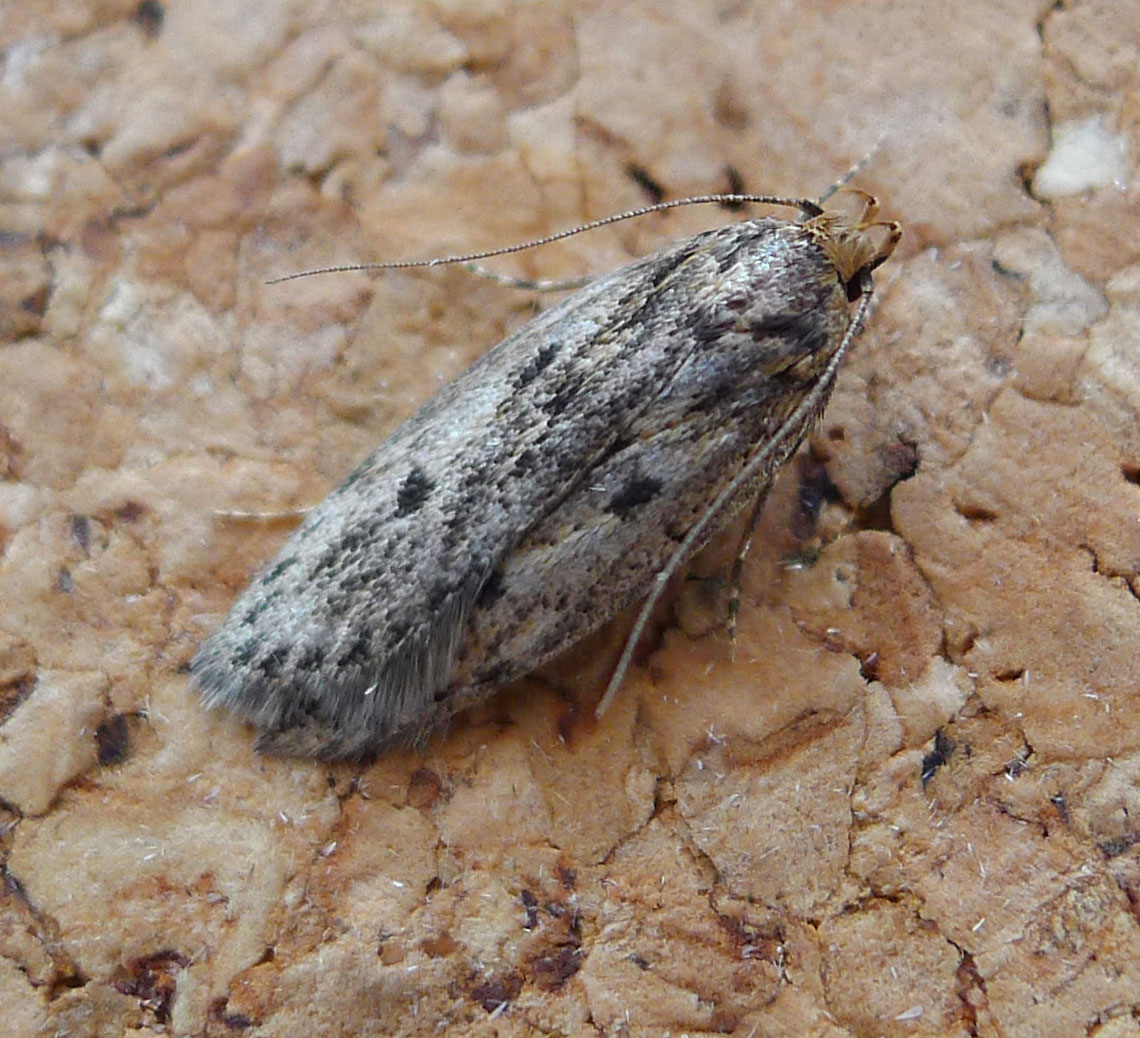
Forme plus claire
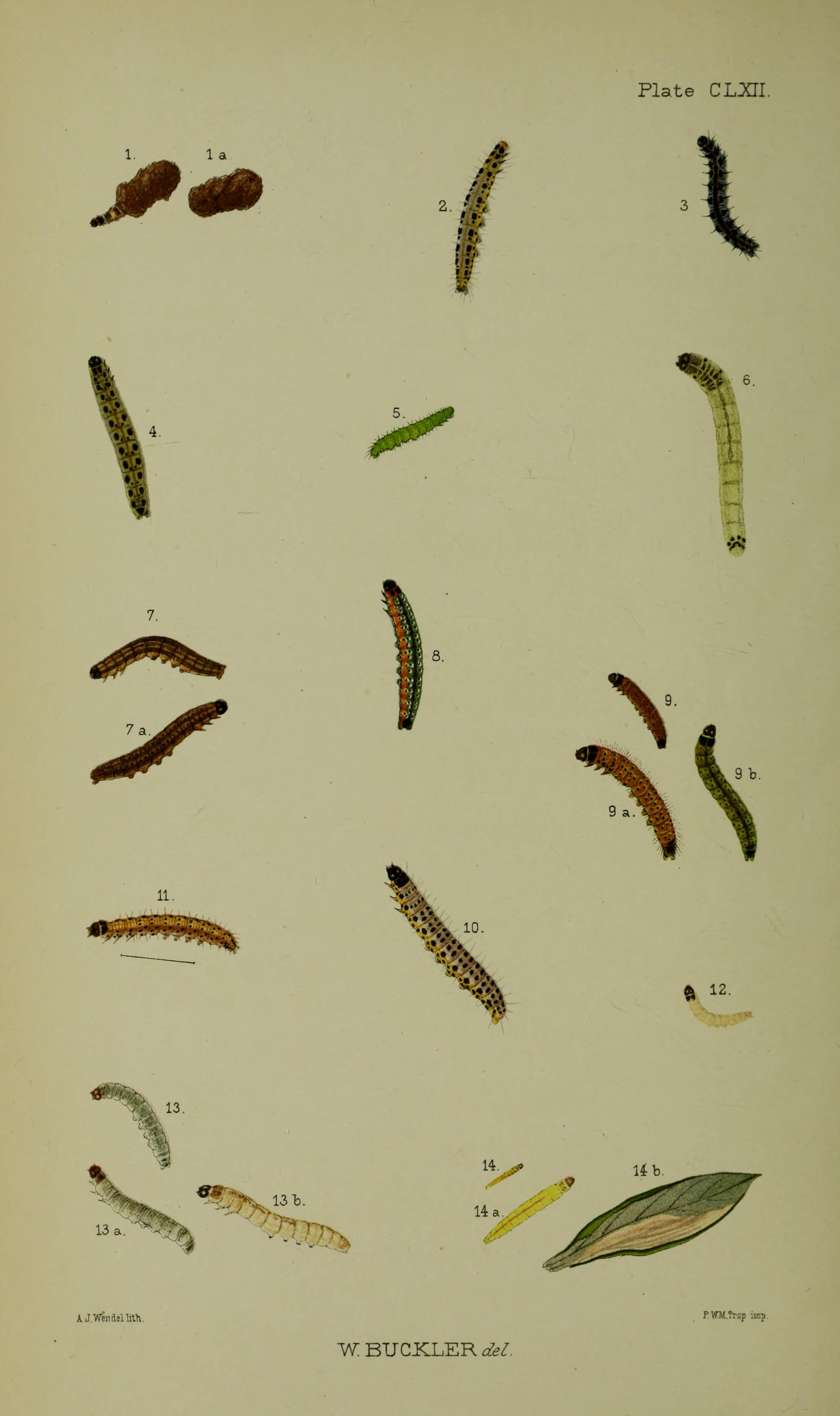
Illustration de 1910, aux numéros 13, 13a, 13b, stades de la chenille